# Georg von Albedyll
Georg Reinhold Hermann von Albedyll (* 5. Oktober 1835 in Liebenow; † 16. Dezember 1907 in Potsdam) war ein preußischer General der Kavallerie.

## Leben

### Herkunft
Georg war ein Sohn des preußischen Leutnants a. D. August Friedrich Ludwig von Albedyll (1793–1865) und dessen Ehefrau Ernestine Ulrike, geborene von Wedel (1801–1863) aus dem Hause Blankensee. Sein Vater war Herr auf Liebenow und Karlshof. Der spätere preußische General der Kavallerie Emil von Albedyll (1824–1897) war sein älterer Bruder.

### Militärkarriere
Albedyll besuchte das Friedrich-Wilhelm-Gymnasium in Stettin und absolvierte von April bis Ende September 1852 die Militärvorbereitungsanstalt des Leutnants a. D. Crusius. Anschließend trat er als Avantageur in das 2. Kürassier-Regiment der Preußischen Armee ein. Er avancierte bis Mitte April 1854 zum Sekondeleutnant, fungierte ab dem 21. Mai 1860 als Regimentsadjutant und wurde in dieser Eigenschaft Mitte Januar 1863 Premierleutnant. Während des Krieges gegen Österreich nahm Albedyll 1866 als Führer der mobilen 1. Eskadron an den Kämpfen bei Soor, Münchengrätz, Königgrätz und Blumenau teil. Nach Beendigung des Krieges stieg Albedyll zum Rittmeister und Eskadronchef auf.
Für die Dauer des Krieges gegen Frankreich war er 1870/71 als Kommandant der Kavalleriestabswache des Großen Hauptquartiers kommandiert. Er nahm an den Kämpfen bei Gravelotte, Beaumont und Sedan sowie der Belagerung von Paris teil. Ausgezeichnet mit dem Eisernen Kreuz II. Klasse war er nach dem Friedensschluss kurzzeitig Führer der Ersatzeskadron seines Stammregiments in Pasewalk und wurde dann Anfang 1872 als Adjutant zum Generalkommando des II. Armee-Korps kommandiert. In dieser Stellung erhielt Albedyll Mitte April 1872 den Charakter als Major und zwei Monate später das Patent zu seinem Dienstgrad. Am 16. Oktober 1873 kehrte er als etatsmäßiger Stabsoffizier zu seinem Regiment zurück und avancierte am 18. April 1878 zum Oberstleutnant. Am 3. Mai 1878 folgte seine Ernennung zum Kommandeur des Neumärkischen Dragoner-Regiments Nr. 3 in Treptow an der Rega. Unter Stellung à la suite seines Regiments wurde er am 11. März 1886 als Oberst zum Kommandeur der 3. Kavallerie-Brigade in Stettin ernannt. Zugleich war Albedyll im Frühjahr 1887 auch Mitglied der Kommission zur Prüfung und Beratung einer Felddienstordnung. Am Geburtstag von Kaiser Wilhelm I. erfolgte im Jahr darauf die Beförderung zum Generalmajor. Am 24. März 1890 wurde er als Generalleutnant zum Kommandeur der 4. Division in Bromberg ernannt und anlässlich des Ordensfestes 1892 mit dem Stern zum Roten Adlerorden II. Klasse mit Eichenlaub ausgezeichnet. Unter Verleihung des Kronenordens I. Klasse wurde Albedyll am 8. April 1893 mit der gesetzlichen Pension zur Disposition gestellt.
Nach seiner Verabschiedung erhielt er am 22. März 1897 noch den Charakter als General der Kavallerie. In Anerkennung seiner langjährigen Verdienste verlieh ihm Kaiser Wilhelm II. außerdem am 22. Oktober 1904 die Uniform des Kürassier-Regiments „Königin“ (Pommersches) Nr. 2. Pasewalk.

### Familie
Albedyll verheiratete sich am 11. Oktober 1860 in Pumptow mit Elisabeth von Wedel (1838–1919). Aus der Ehe gingen folgende Kinder hervor:
- Pauline Ernestine (1861–1930) ⚭ Victor von Hennigs (1848–1930), preußischer General der Kavallerie
- Elisabeth Auguste (1864–1873)
- Heinrich (1865–1942), preußischer Generalmajor
- Krister (1876–1942), Major und Schriftsteller

## Veröffentlichungen
- Geschichte des Kürassier-Regiments Königin (Pommersches) Nr. 2. Teil 1: Schulenburg-, Bayreuth-, Anspach-Bayreuth-Dragoner: 1717–1806. F. Hessenland, Stettin 1896.
- Geschichte des Kürassier-Regiments Königin (Pommersches) Nr. 2. Teil 2: Königin-Dragoner. Königin-Kürassiere: 1806–1903. F. Hessenland, Stettin 1904.